# Gargoyleosaure
Gargoyleosaure (Gargoyleosaurus, 'llangardaix gàrgola') és un gènere representat per una sola espècie de dinosaure tireòfor ancilosàurid, que va viure a finals període Juràssic, fa aproximadament 152 i 145 milions d'anys, en el Kimeridgià i el Titonià, al territori que és avui Nord-amèrica.

## Descripció

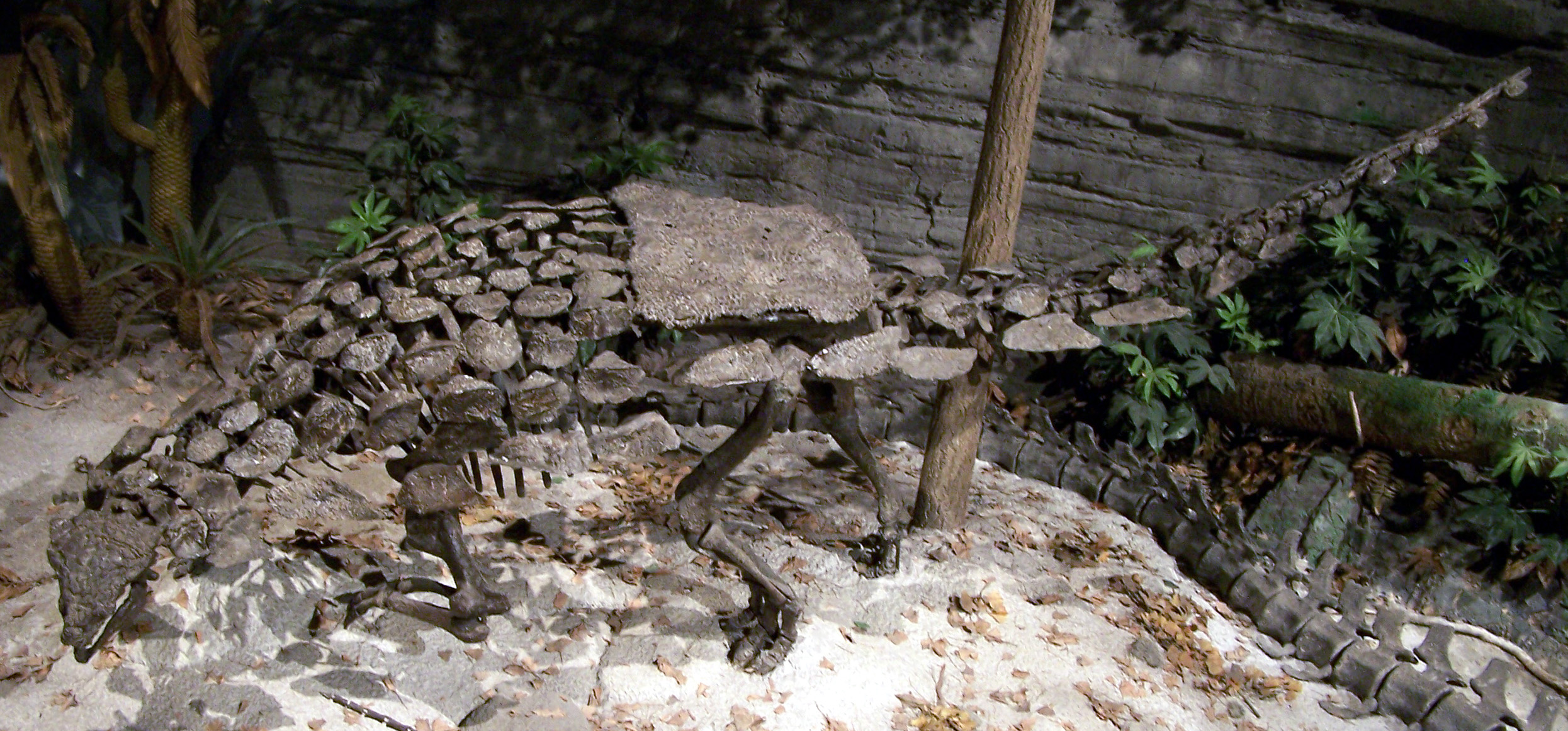
Esquelet muntat a Denver

Gargoyleosaurus és un dinosaure cuirassat que tenia un llargada total d'entre 3 i 4 metres i un pes del més o menys una tona. El Gargoyleosaurus es diferencia de la resta d'ancilosàurids per la presència de set dents premaxil·lars i mostra una barreja dels caràcters vists en les famílies més modernes del Cretaci. La disposició de les plaques suggereix que no estigués tan ben protegit a l'altura de les espatlles i maluc com els membres més moderns del clade.
L'armadura corporal es compon de cons ovals de parets primes, amb almenys dues espines dorsals allargades projectant de cada espatlla. El crani de 29 centímetres de llarg és ampli i triangular, amb els escuts que prenen la forma de banyes en la part posterior; les obertures a la regió temporal superior i davant de l'ull estan tancades i una armadura fosa cobreix el crani i la mandíbula inferior. No obstant això Gargoyleosaurus mostra un llaç proper de nodosàurids en un nombre de característiques no trobades en ancilosàurids avançats com que el pas d'aire per la cavitat nasal és recte, no enrotllat i els premaxil·lars formen un bec llarg i estret en l'extremitat del crani, no una àmplia boca plana i a més del cervell que es doblega sostingudament cap avall. Les set dents premaxil·lars són còniques i s'assemblen a les dels estegosàurids primerencs, mentre que les dents de les galtes tenen forma de fulla simples són similars als d'ornitisquis] primitius i falten les corones bulboses típiques dels últims ancilosàurids.